# Biton striatus
Biton striatus är en spindeldjursart som först beskrevs av Lawrence 1928.  Biton striatus ingår i släktet Biton och familjen Daesiidae.

## Underarter
Arten delas in i följande underarter:
- B. s. bidentatus
- B. s. curvichelis
- B. s. striatus